# NGC 5441
NGC 5441 ist eine Spiralgalaxie vom Hubble-Typ Sc im Sternbild Jagdhunde am Nordsternhimmel. Sie ist schätzungsweise 595 Miiionen Lichtjahre von der Milchstraße entfernt und hat einen Durchmesser von etwa 105.000 Lj. Gemeinsam mit NGC 5440 bildet sie das Galaxienpaar Holm 576.
Im selben Himmelsareal befinden sich u. a. die Galaxien NGC 5399, NGC 5444, NGC 5445.
Das Objekt wurde eventuell am 11. März 1828 von John Herschel entdeckt. Angesichts der Tatsache, dass die Galaxie PGC 50057 ist ein extrem lichtschwaches Objekt mit sehr geringer Oberflächenhelligkeit ist, war es für John Herschel unmöglich, die Galaxie gesehen zu haben. Sowohl in der Nacht, in der JH die spätere NGC 5440, als auch in der Nacht, in der er die spätere NGC 5441 „entdeckte“, entging ihm eine Reihe von Galaxien, die viel heller waren als PGC 50057. In der Nacht, in der er JH 1740 beobachtete, aus der NGC 5441 wurde, entging ihm JH 1739, aus der NGC 5440 wurde. Und obwohl seine Position für JH 1740 fast 8 Bogenminuten südöstlich von NGC 5440 liegt, gibt sein „Sweep“ für JH 1740 nur die Rektaszension auf die Minute genau an, was bedeutet, dass die genaue Position von JH in der GC irreführend ist, wenn man seine sehr grobe tatsächliche Messung der Rektaszension berücksichtigt. Infolgedessen muss die Identifizierung von PGC 50057 als NGC 5441 trotz des anscheinend großen Fehlers bei der Position von NGC 5441 relativ zu NGC 5440 und der Tatsache, dass die Position nicht so genau war wie angegeben, zurückgewiesen werden, da PGC 50057 mit ziemlicher Sicherheit viel zu schwach ist, um von Herschel selbst unter den besten Beobachtungsbedingungen gesehen zu werden.